# Sedum confertiflorum
Sedum confertiflorum är en fetbladsväxtart som beskrevs av Pierre Edmond Boissier. Sedum confertiflorum ingår i Fetknoppssläktet som ingår i familjen fetbladsväxter. Inga underarter finns listade i Catalogue of Life.

## Bildgalleri

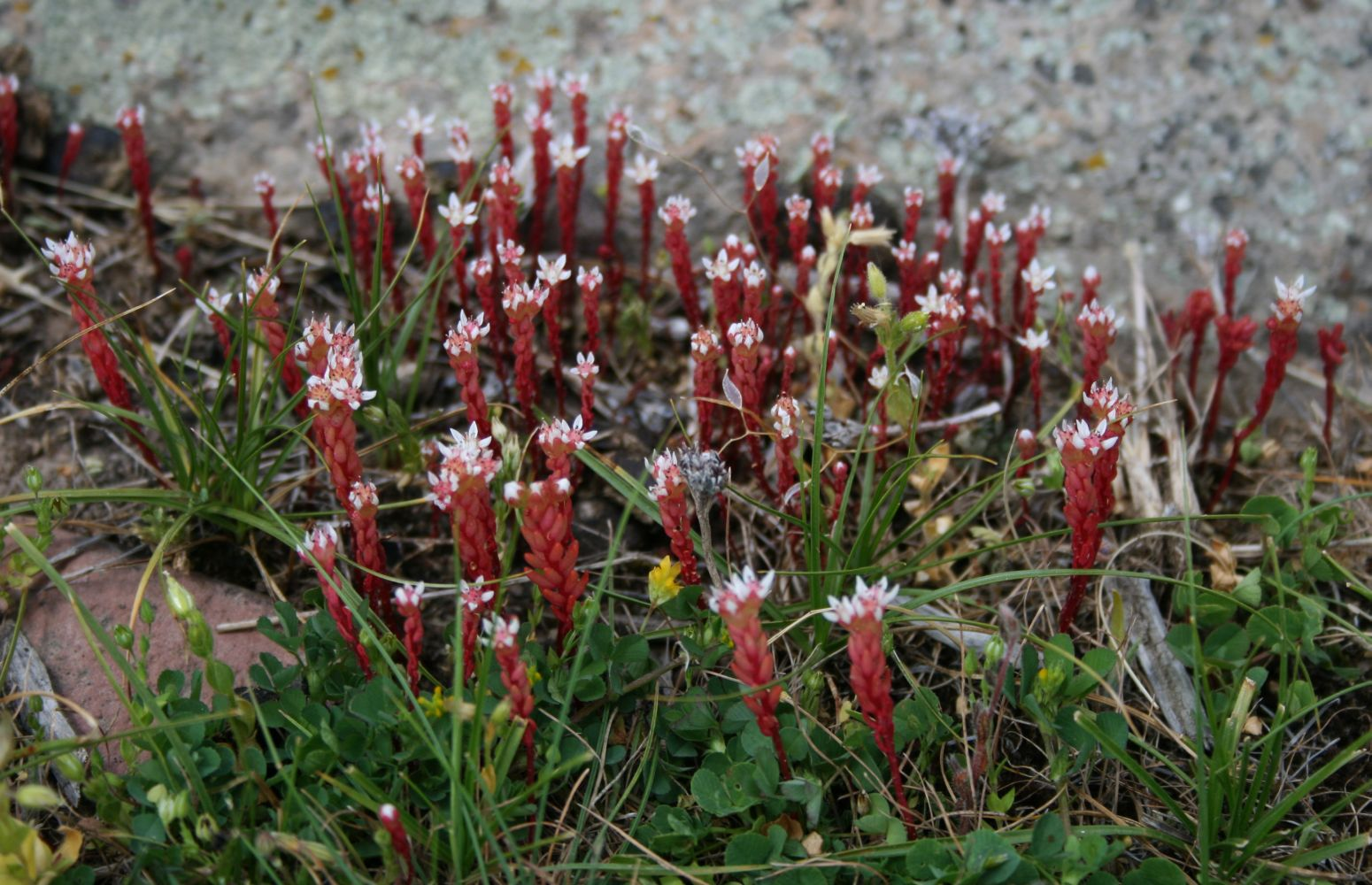
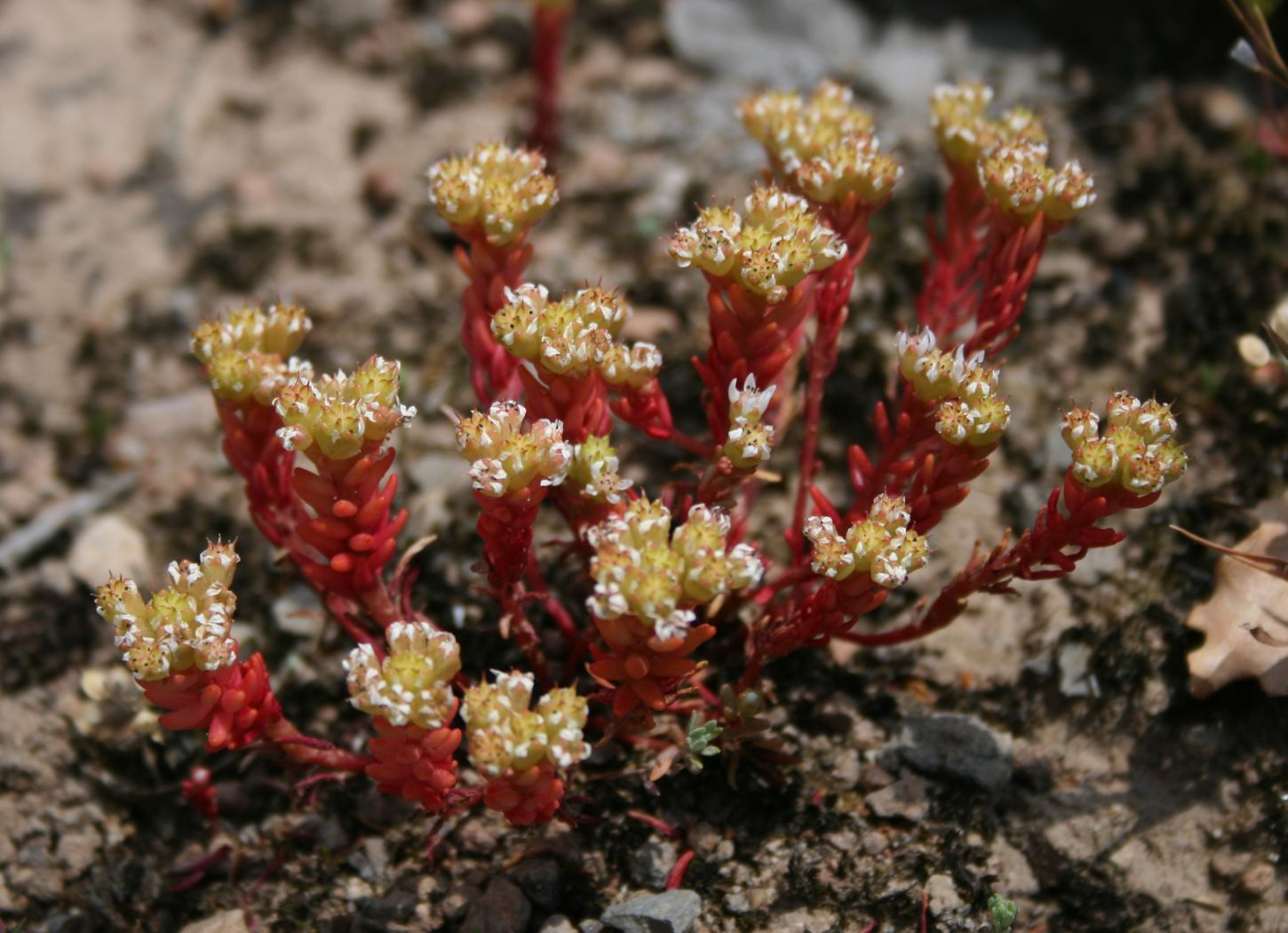